# دوو باس

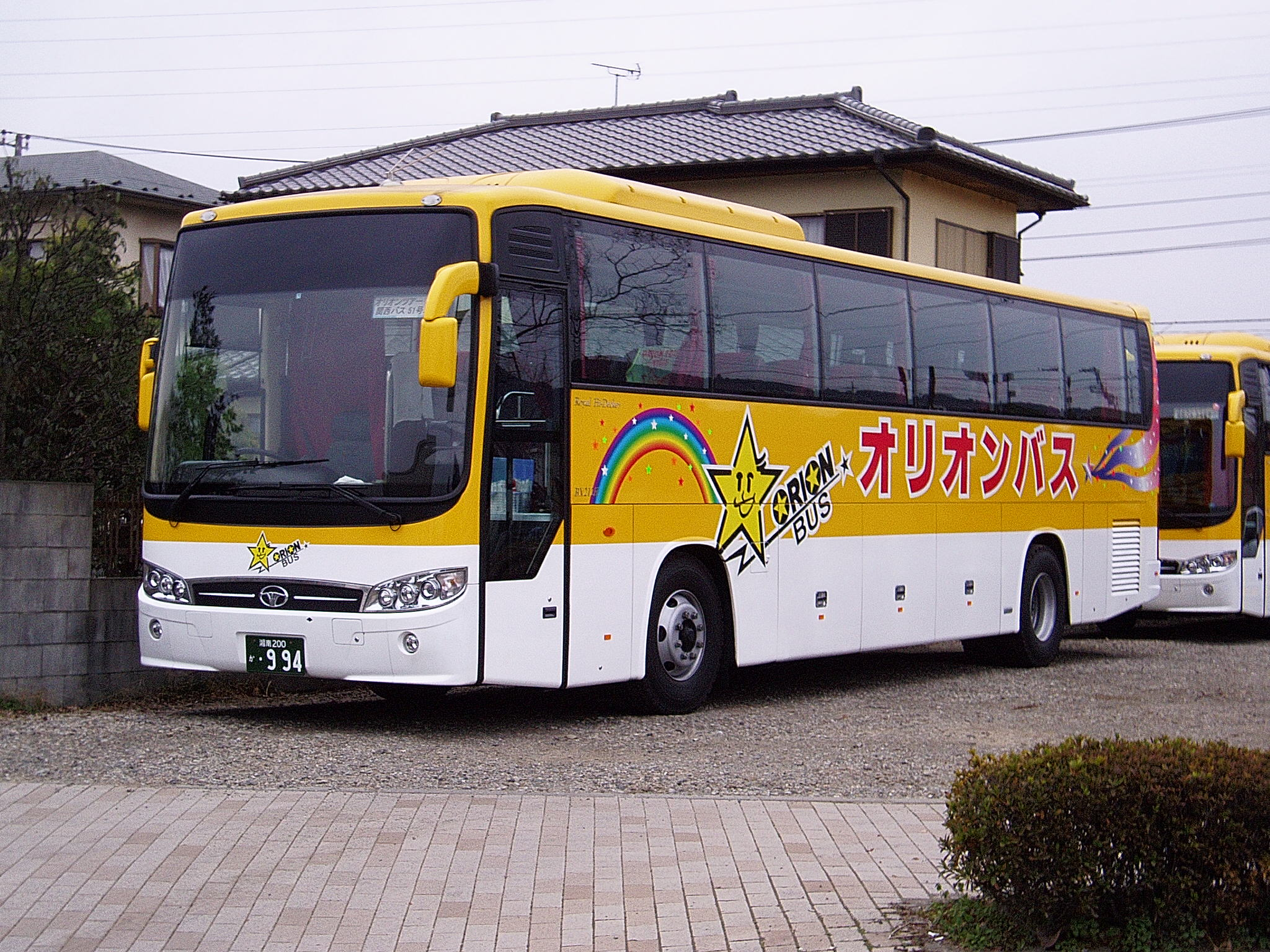
دوو باس مدل BX212

دوو باس، یک شرکت تولیدکننده اتوبوس است، که در شهر بوسان کره جنوبی مستقر است و در سال ۲۰۰۲ تأسیس شده‌است.این اتوبوسها برای اولین بار در رفت‌وآمد عمومی استفاده شدند.علامت دوو باس با تغییر جزئی شبیه علامت جی ام دوو (GM Daewoo) می‌باشد.

## تولید کنندگان
- شرکت دوو باس (بوسان-کره جنوبی)
- گویلین دوو (چین)
- دوو باس کاستا رایس (کاستا رایس)
- کمپانی ویدامکو جی ام دوو (هانوی-ویتنام)
- FIDC (فیلیپین)
- دوو باس ژاپن (توکیو-ژاپن)

## جریان تولیدات

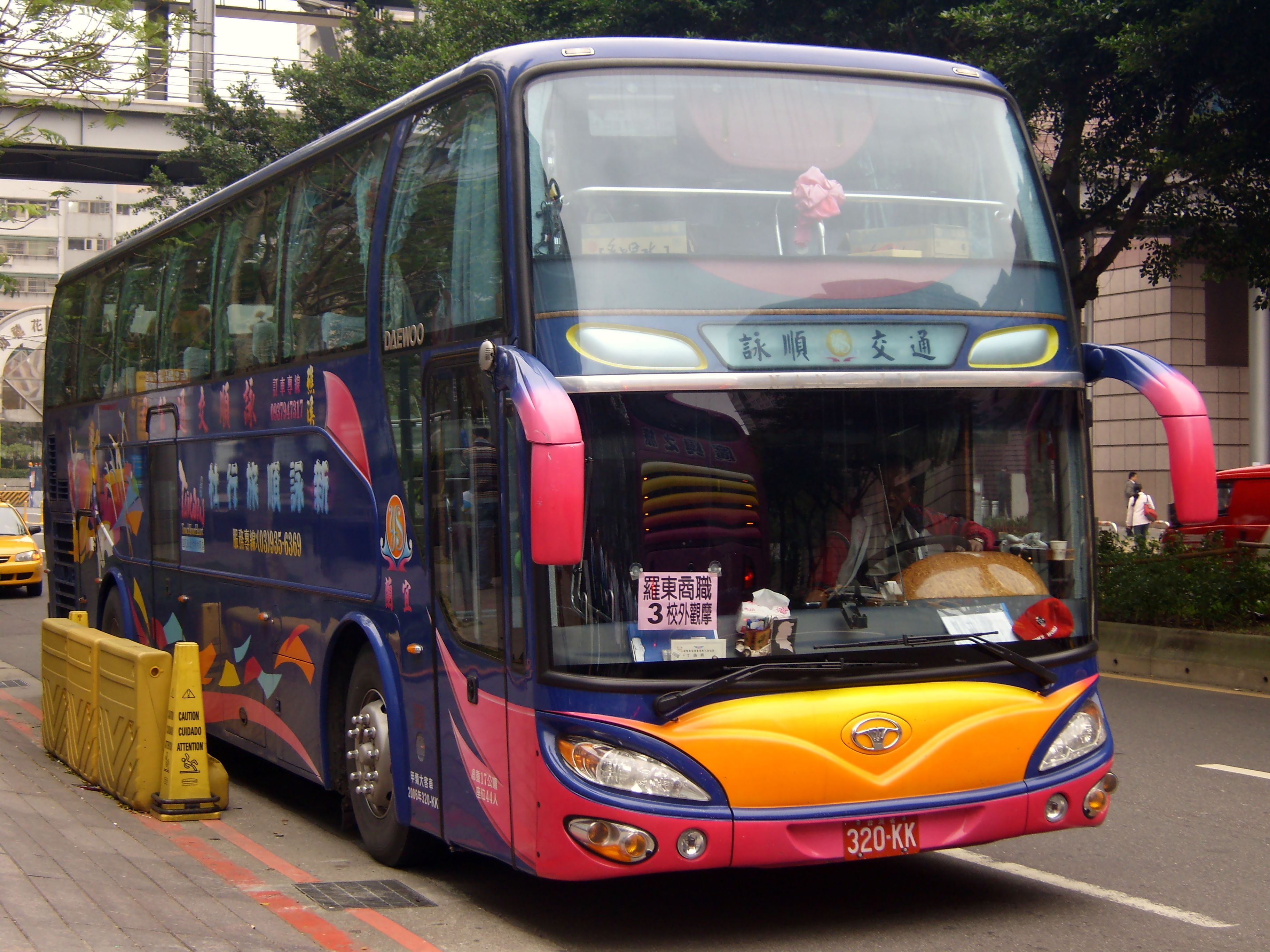
دوو باس مدل BH117K

اتوبوسهای حمل و نقل سنگین (مدلهای جدید)
- FX۲۱۲
- FX۱۲۰
- FX۱۱۶/۱۱۵
- BH۱۲۰F
- BH۱۱۶

اتوبوسهای حمل و نقل سنگین
- BX۲۱۲H/S
- BH۱۲۰F
- BH۱۱۹
- BH۱۱۷H
- BH۱۱۶
- BH۱۱۵E
- BH۱۱۵H

اتوبوسهای کوچک
- BF۱۰۶
- BH۰۹۰

اتوبوسهای بین شهری
- BS۱۲۰CN
- BS۱۱۰CN
- BV۱۲۰MA
- BC۲۱۱M
- BS۱۰۶/۱۰۶L
- BS۰۹۰